# Irish coffee
Irish coffee (engelsk for irsk kaffe) er en varm drink af kaffe, irsk whiskey, flødeskum og sukker som brun farin, rørsukker og kandisstænger.

## Tilberedning
Den varme kaffe hældes i kop eller glas. Whiskey og sukker tilsættes og røres, til det er opløst. For at undgå at blande flødeskummet med kaffen hældes flødeskummet forsigtigt ned på bagsiden af en ske, før det rammer kaffen.
Drinken serveres uden yderligere omrøring og drikkes gennem flødeskummet.

## Historie
Shannon lufthavn i Irland var i 1930'erne og 1940'erne en travl lufthavn med meget trafik mellem Europa og USA. På en særlig kold vinterdag i 1934 måtte et fly vende om på grund af dårligt vejr. Kokken Joe Sheridan, der arbejdede i en restaurant i lufthavnsterminalen, tilbød de trætte passagerer kaffe blandet med irsk whiskey. 
Hvert år i august afholder Foynes Flying Boat Museum Irsk kaffe-festival, hvor der blandt andet holdes verdensmesterskaber i at lave irsk kaffe.